# 룩셈부르크 공자 장
룩셈부르크 공자 장(Prince Jean of Luxembourg, 1957년 5월 15일 ~ )은 룩셈부르크 대공 장과 벨기에 공주 조제핀샤를로트의 둘째 아들이다. 그는 마르가레타 공녀와 쌍둥이 남매이다. 그는 종종 장 나사우라는 이름으로 불린다.
1986년 9월 26일 장 공자는 룩셈부르크 대공위 계승권을 포기했다.